# Rozmaryn lekarski

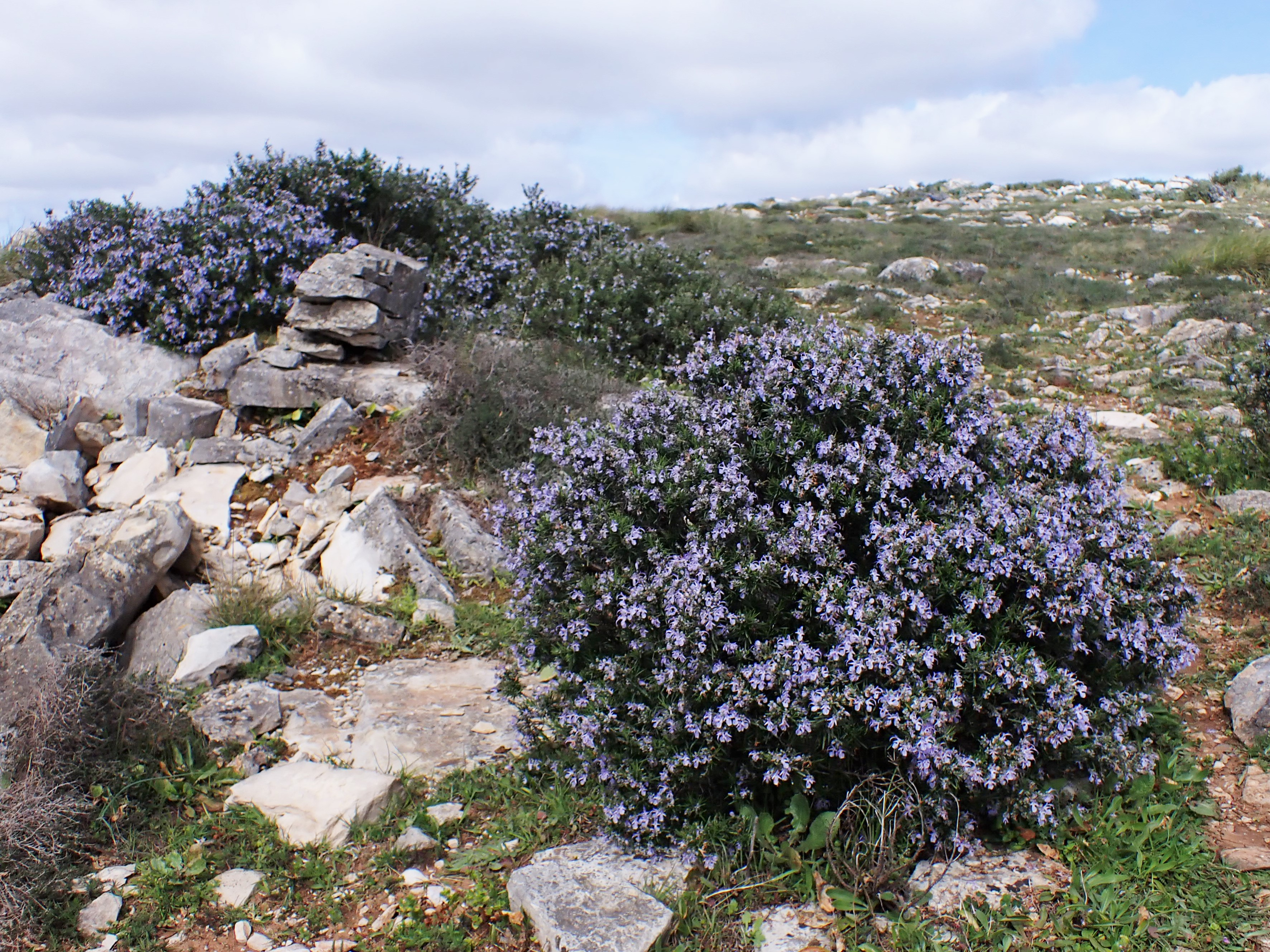
Kwitnący rozmaryn lekarski w naturze

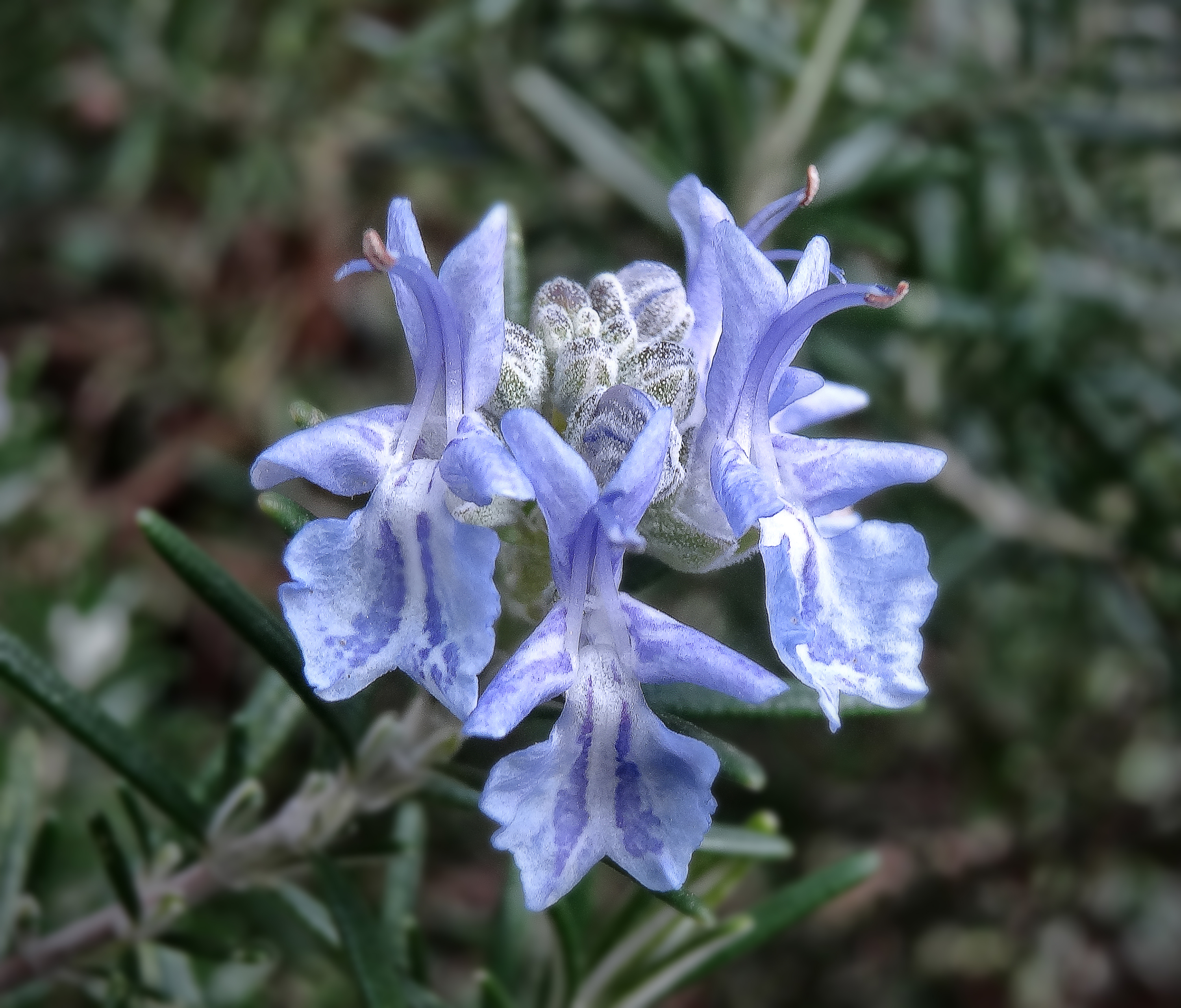
Kwiaty

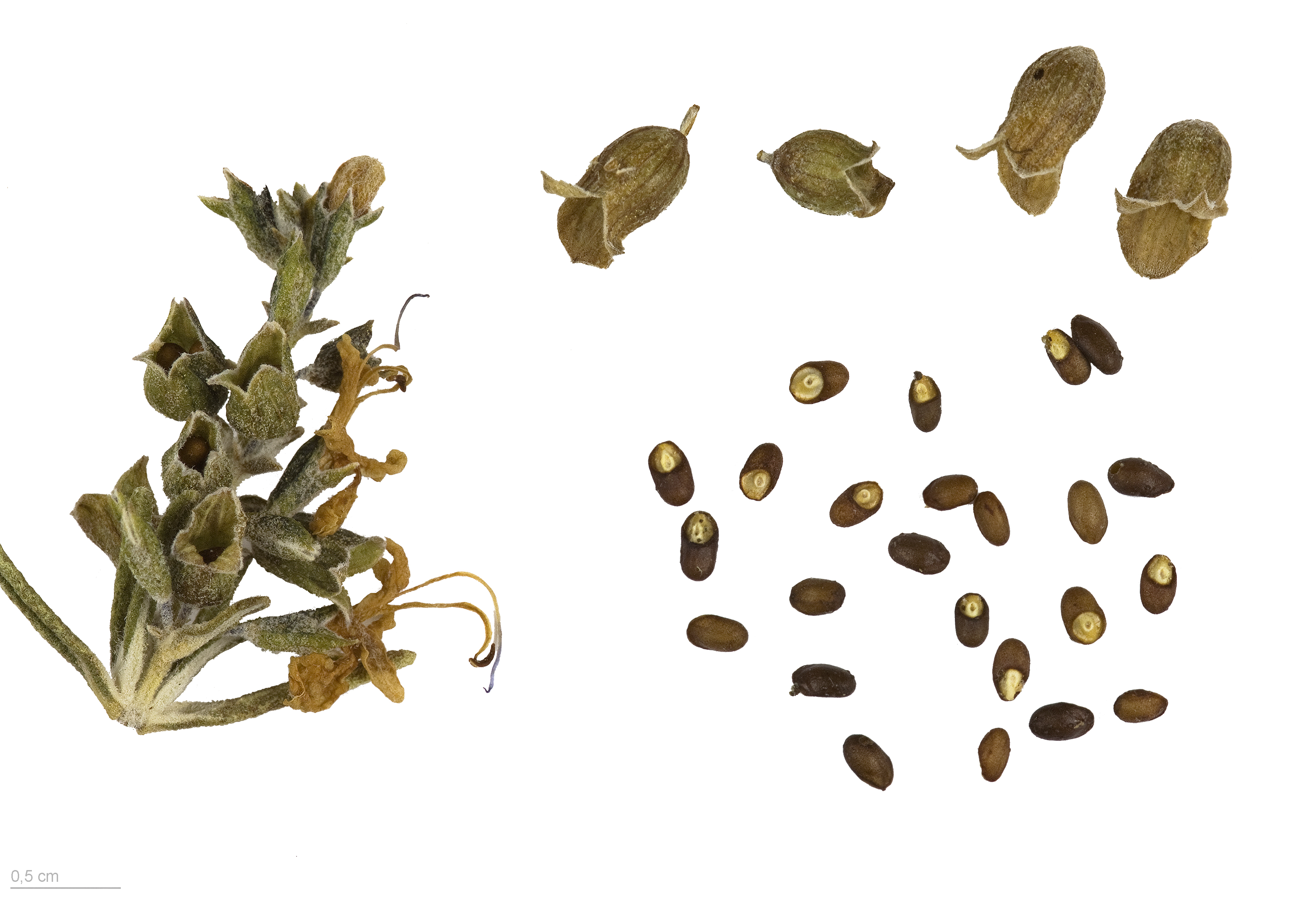
Owoce i nasiona

Rozmaryn lekarski (Salvia rosmarinus / Rosmarinus officinalis) – gatunek krzewu,  należący do rodziny jasnotowatych (Lamiaceae Lindl.). Występuje w stanie dzikim w rejonie Morza Śródziemnego: Azory, Madera, Wyspy Kanaryjskie, Algieria, Maroko, Tunezja, Cypr, Turcja, dawna Jugosławia, Grecja, Włochy, Francja, Portugalia, Hiszpania. Jest uprawiany w wielu krajach świata.

## Morfologia
PokrójAromatyczny, wiecznie zielony krzew o wysokości do 2 m.
ŁodygaCzterokancista, drewniejąca w drugim roku.
LiścieRównowąskolancetowate, skórzaste, brzegiem podwinięte, na wierzchu ciemnozielone, spodem kutnerowate.
Kwiatyniebieskie lub różowe z odcieniami, o dwuwargowym, dzwonkowatym, 5-ząbkowym  kielichu. Korona owłosiona z 2-łatkową wargą górną i 3-łatkową dolną; środkowa warga dolnej wargi jest odgięta i mocno wklęsła. W środku 2 pręciki i 1 słupek. Roślina miododajna, owadopylna.
OwocRozłupnia.

## Zastosowanie
- Roślina uprawna. Uprawiano ją już w starożytnym Rzymie, Egipcie i Grecji. Obecnie do największych producentów należą Francja, Hiszpania, Włochy, Grecja i Meksyk.
- Roślina lecznicza: zawiera olejki – cyneol, pinen, cymen, borneol oraz kwas rozmarynowy[5].
  - Działanie: odkażające, pobudzające, wzmacnia pamięć. Stosowany w postaci naparu jest środkiem żółciopędnym oraz pomaga w dolegliwościach dyspeptycznych, natomiast dodawany do rozgrzewających kąpieli pomaga w bólach mięśniowych, stanach reumatycznych oraz zaburzeniach układu obwodowego[6]. Pomocniczo stosowany w kamicy żółciowej, ogólnym osłabieniu, zwiększaniu sprawności fizycznej oraz psychicznej. Bywa stosowany jako środek przyspieszający rekonwalescencję po zabiegach chirurgicznych lub ciężkich chorobach (pobudza trawienie i apetyt)[7].
- Sztuka kulinarna: roślina przyprawowa, używana głównie w kuchni hiszpańskiej, bałkańskiej, meksykańskiej do mięs, wędlin i sosów. Kwiaty dodaje się do sałatek, a kandyzowanymi ozdabia się potrawy. Łodyga może być używana jako szpikulec do szaszłyków – nadaje im zapach i smak.
- Z liści otrzymuje się antyseptyczny środek do mycia przyborów w łazience, a dodane do kąpieli pobudzają krążenie krwi.
- Roślina ozdobna. W Polsce jest uprawiany w doniczkach jako roślina pokojowa. Jest to „staroświecka” roślina uprawna – jedna z najdawniej uprawianych u nas roślin doniczkowych. Latem można go przetrzymywać na werandach, balkonach, w ogródku.

## Uprawa
Roślina rosnąca najwydajniej na słonecznych i ciepłych stanowiskach. Gleba - przepuszczalna, łatwo nagrzewająca się o pH obojętnym lub lekko zasadowym. Rozmaryn jest bardzo słabo odporny na mróz (strefa mrozoodporności 8a). Rozmnażanie można wykonać z nasion. Dzięki silnie rozgałęzionemu systemowi korzeniowemu (do 2 m) roślina charakteryzuje się dużą odpornością na suszę.

## Odmiany
Na świecie hoduje się mnóstwo odmian, m.in. płożących się, karłowatych, różnie ulistnionych czy różnie ubarwionych. M.in. są to:
- 'Benenden Blue' – o jaskrawoniebieskich kwiatach
- 'Huntigton Carpet' – krzew o szerokim pokroju i niebieskich kwiatach
- 'Lockwood de Forest' – szerokorozłożysty krzew o ciemnoniebieskich kwiatach
- 'Majorka Pink' – o wzniesionym pokroju i różowych kwiatach
- 'Prostatus' – odmiana płożaca się, szczególnie nadająca się do obsadzania murków i do doniczek

## Symbolika
- W kulturze chrześcijańskiej rozmaryn towarzyszy wizerunkom Matki Boskiej, oznacza czystość i dziewictwo[9].
- w polskich zwyczajach tradycyjnych bukiety z wplecionymi gałązkami rozmarynu noszą goście weselni, druhny i drużbowie[9].
- Roślina w ludowym języku erotycznym symbolizuje dziewictwo; pojawia się też, gdy tekst mówi o miłości cielesnej[9].
- Uważa się, że liście i gałązki mają działanie pobudzające erotycznie. Wąchanie rozmarynu też miało pobudzić miłość[9].